# Norwegian Gem
Norwegian Gem  – wycieczkowy statek pasażerski należący do floty Norwegian Cruise Line. Został zbudowany w stoczni Meyer Werft w Papenburg, Niemcy. Konstrukcja rozpoczęła się 7 czerwca 2006, natomiast   przekazanie inwestorowi do użytkowania odbyło się 1 października 2007.   

## Trasy rejsów
W sezonie inauguracyjnym portem macierzystym był Nowy Jork, skąd statek wypływał w rejsy na Florydę, Bahamy i Karaiby. W lecie 2008 Gem rozpoczął rejsy z Barcelony odwiedzając porty morza śródziemnego.      
Od lata 2011, Gem pływał w jedno lub dwutygodniowe rejsy z Wenecji do Turcji, Grecji i Chorwacji, powracając w okresie zimowym do rejsów z Nowego Jorku na Bahamy.       
W 2014 Gem kontynuuje tygodniowe rejsy z Nowego roku na Florydę i Bahamy, oraz tygodniowe rejsy do Kanady odwiedzając Halifax i Saint John
Od kwietnia 2015 do listopada 2016 do  Norwegian Gem wypływa w dziesięciodniowe rejsy z Nowego Jorku na Karaiby, odwiedzając San Juan, Portoryko, St. Thomas, Wyspy Dziewicze (USA), Philipsburg, St. Maarten, oraz Tortola, Brytyjskie Wyspy Dziewicze.                                                           

## Galeria

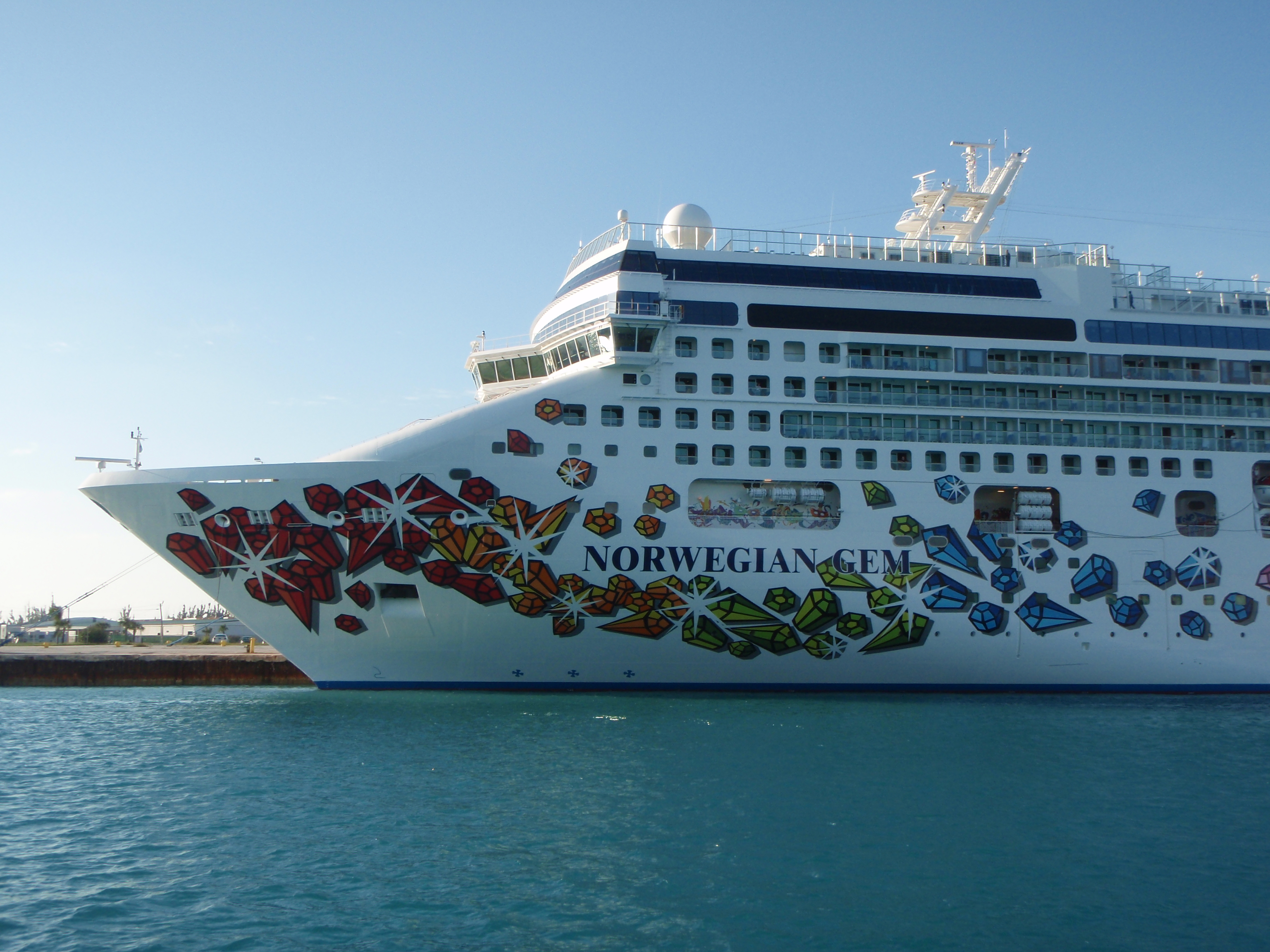
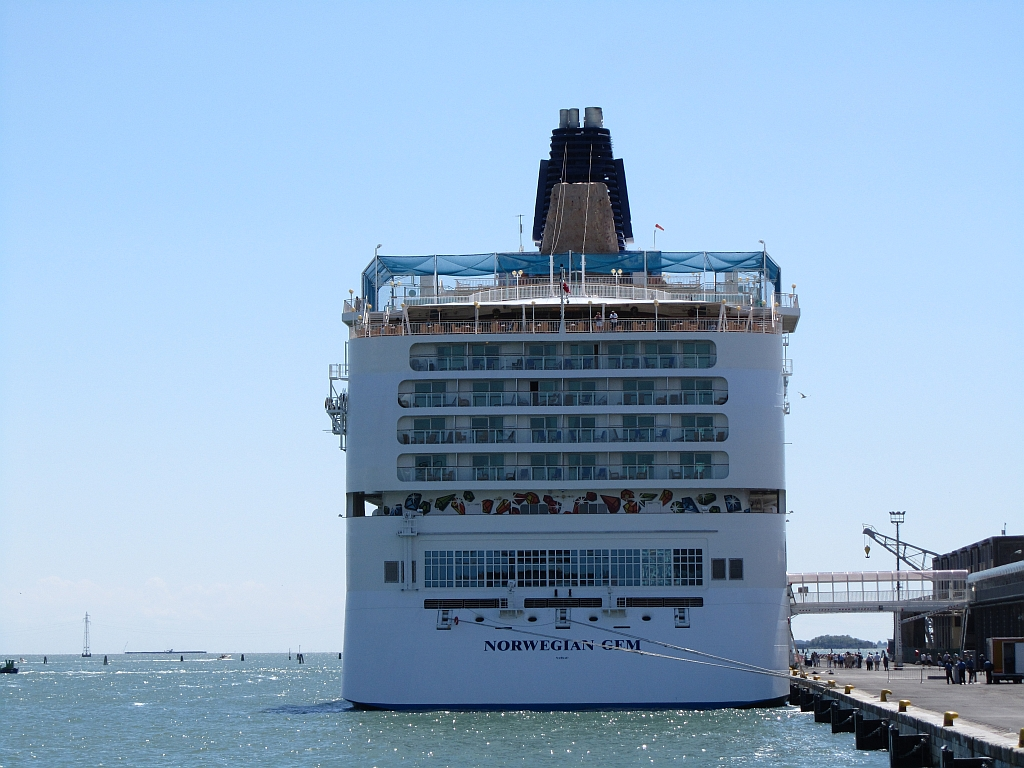
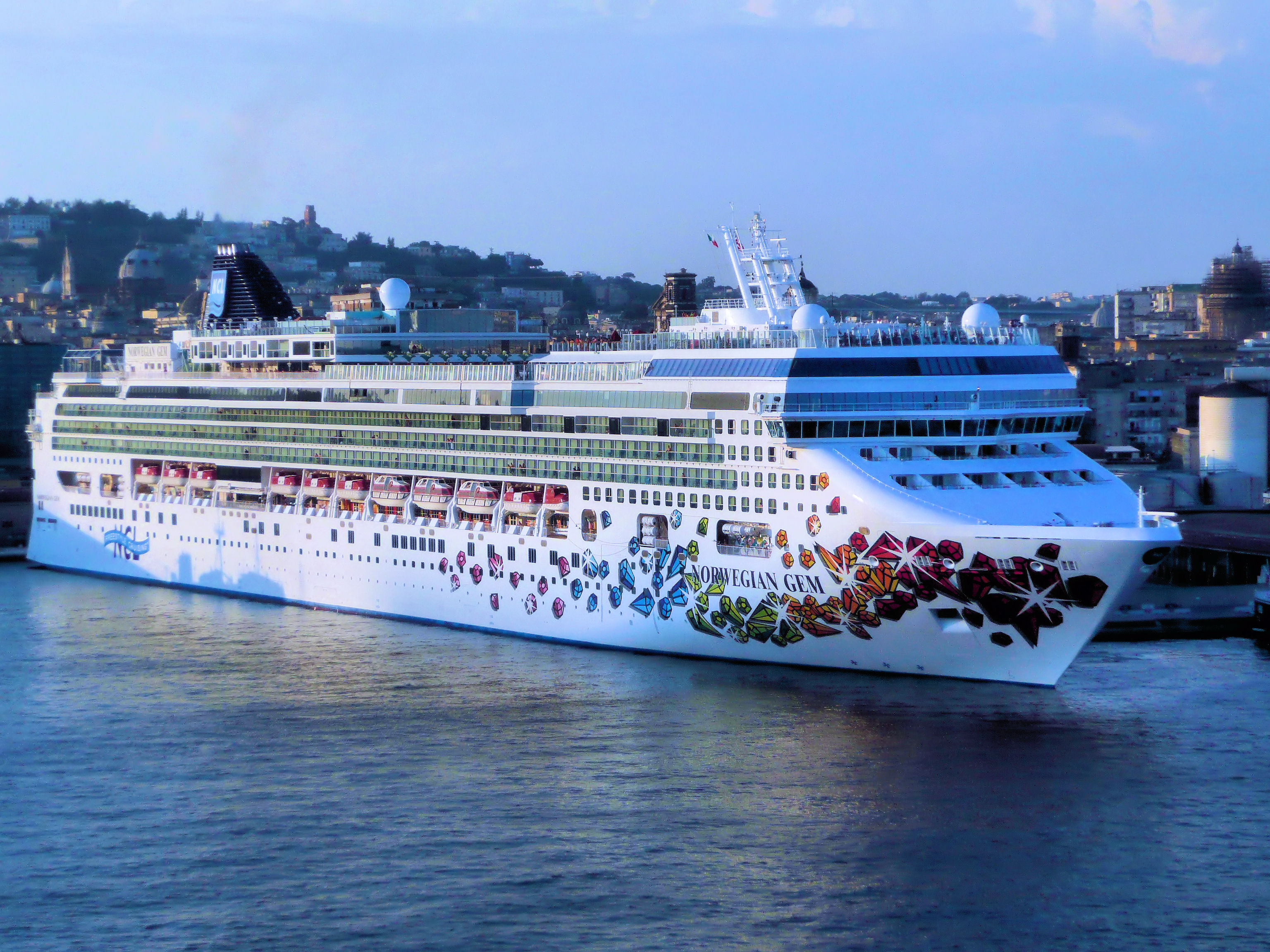
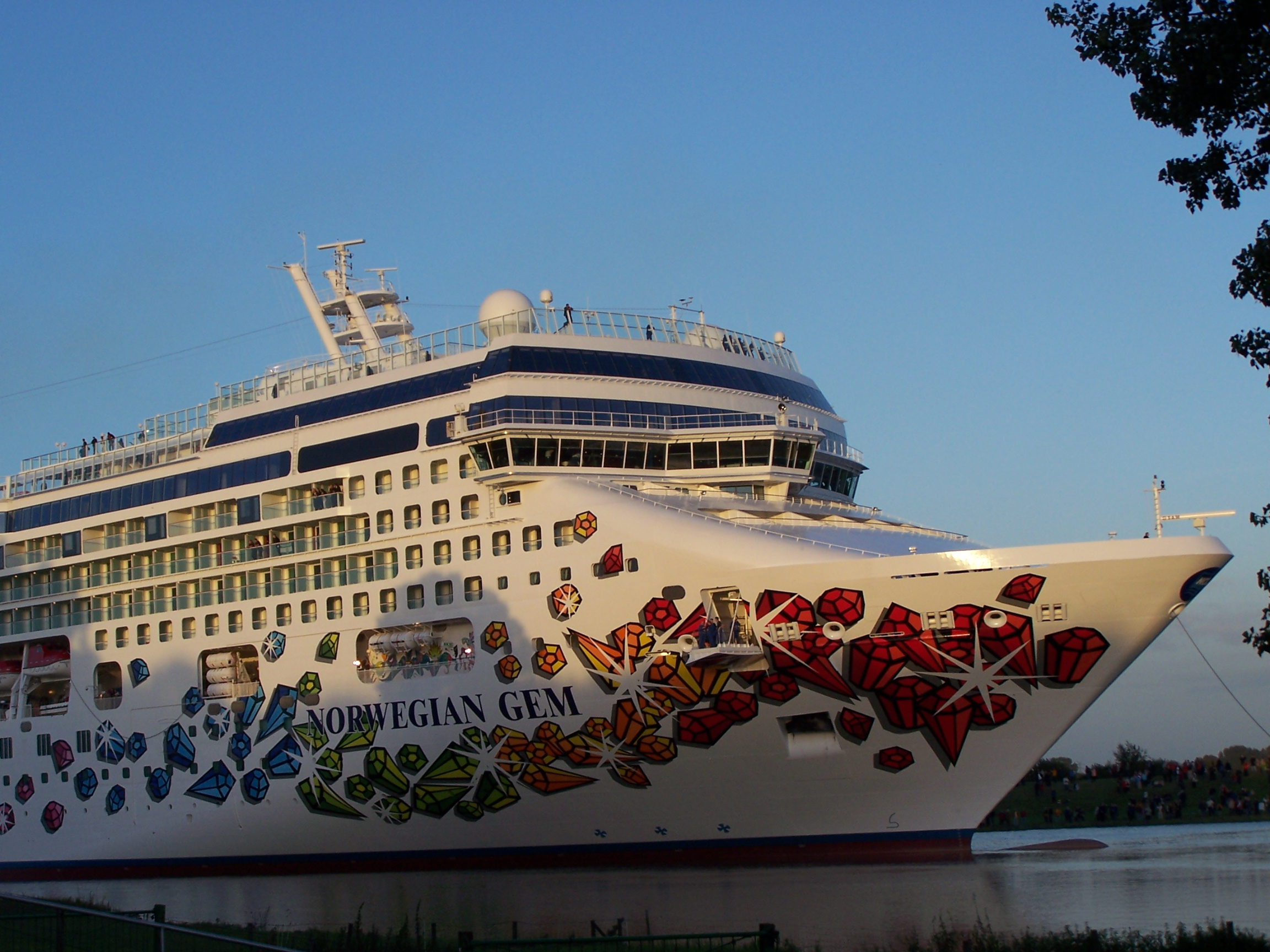
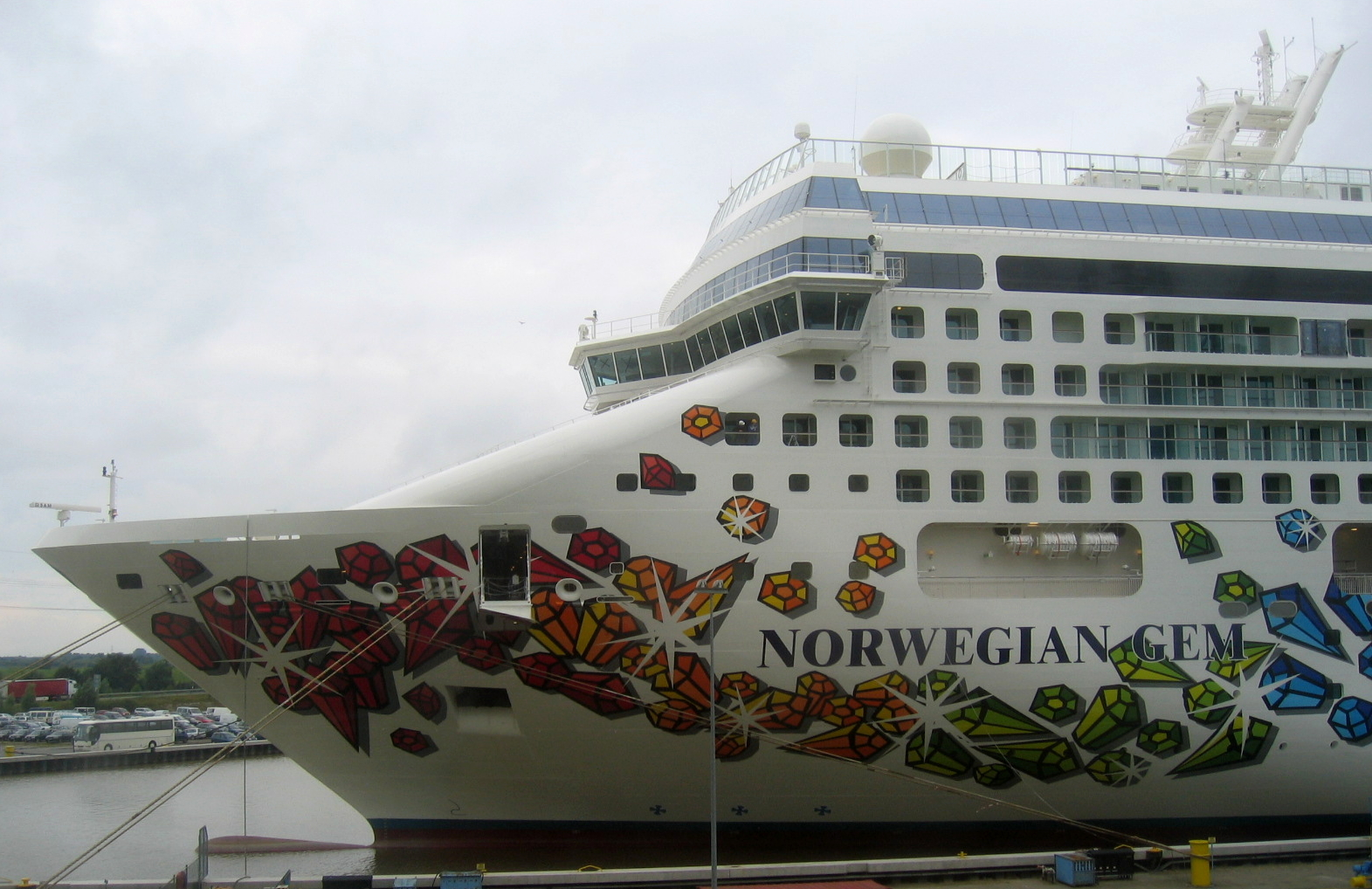